# 울산광역시경찰청
울산광역시경찰청(蔚山廣域市警察廳, Ulsan Metropolitan Police Agency)은 울산광역시의 치안에 관한 사무를 관장하는 기관이다. 청장은 치안감으로 보한다.

## 역사
- 1945년 10월 21일 울산경찰서 창설 (1군, 1면)
- 1979년 10월 16일 울산남부경찰서 신설 (1구,1읍,4면)
- 1991년 12월 2일 울산동부경찰서 신설 (1구,11동)
- 1992년 10월 17일 울산경찰서를 울산중부경찰서로 명칭변경 (1구,1읍,6면,10동)
- 1999년 7월 2일 울산광역시지방경찰청 개청
- 2001년 12월 27일 울산서부경찰서 신설
- 2004년 11월 19일 신청사 준공 및 이전
- 2006년 3월 1일 울산서부경찰서를 울산울주경찰서로 명칭변경 (1군,4읍,8면)
- 2020년 울산북부경찰서 신설
- 2021년 1월 1일 자치경찰제 도입에 따라 울산광역시경찰청으로 변경

## 조직
청장
- 청문감사담당관
  - 감사계
  - 감찰계
  - 민원관리계
- 홍보담당관
  - 홍보계
- 직활대
  - 제1기동대
  - 제2기동대
  - 제3기동대
  - 경찰특공대

| - 공공안전부 - 경무기획 정보화장비과 - 경무계 - 기획예산계 - 인사계 - 교육계 - 경리계 - 시설계 - 장비관리기획계 - 정보화운영계 - 경비과 - 경비경호계 - 대테러계 - 치안정보과 - 준법지원계 - 정보분석계 - 정보상황계 - 광역정보1팀 - 광역정보2팀 - 광역정보3팀 | - 수사부 - 수사과 - 수사1계 - 수사2계 - 수사심의계 - 반부패경제범죄수사대 - 디지털포렌식계 - 사이버범죄수사대 - 형사과 - 강력계 - 과학수사계 - 형사기동대 - 형사기동1팀 - 형사기동2팀 - 마약범죄수사계 - 안보수사과 - 안보수사관리계 - 안보사이버수사대 - 안보수사1대 - 안보수사2대 | - 생활안전부 - 112치안 종합상황실 - 112관리팀 - 112상황팀 - 범죄예방대응과 - 범죄예방계 - 범죄예방질서계 - 지역경찰계 - 기동순찰대 - 여성청소년과 - 여성보호계 - 청소년보호계 - 여성청소년범죄수사계 - 교통과 - 교통계 - 교통안전계 - 교통조사계 |

## 경찰관서
- 울산중부경찰서
- 울산남부경찰서
- 울산동부경찰서
- 울산울주경찰서
- 울산북부경찰서